# Thereva tuberculifrons
Thereva tuberculifrons är en tvåvingeart som beskrevs av Krober 1913. Thereva tuberculifrons ingår i släktet Thereva och familjen stilettflugor.
Artens utbredningsområde är Etiopien. Inga underarter finns listade i Catalogue of Life.